# Gowin Knight

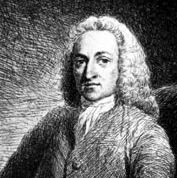
Gowin Knight

Gowin Knight (Corringham (Essex), 1713 - 8 juni 1772) was de uitvinder van een proces voor het maken van sterk gemagnetiseerd staal in 1745. Het gemagnetiseerd staal werd gebruikt om naalden te maken voor kompassen. De Londense instrumentmaker George Adams werkte voor Knight om de kompassen te fabriceren.
De Royal Navy nam zijn verbeterde kompassen in 1752 in gebruik. Knight werd in 1756 de eerste hoofdbibliothecaris van het British Museum.
Knight kreeg in 1747 de Copley Medal. 